# Boguslau Leszczyński
Boguslau Leszczyński (en polonès Bogusław Leszczyński) va néixer a Wiślica (Polònia) el 1614 i va morir a Varsòvia el 23 de setembre de 1659. Era fill del comte Rafael Leszczyński (1579-1636) i d'Anna Radzimińska (1586-1636).
Comte de Leszno pertanyia a una noble família polonesa del Sacre Imperi Romanogermànic, de tradició calvinista es convertí al catolicisme el 1642. Després de la mort del seu pare el 1636 va heretar Leszno, Radzymin i part de Warsawian (Praga).
Diputat del Parlament polonès i excel·lent orador, va exercir diversos càrrecs polítics. Va ser Governador de la Gran Polònia a partir del 1642.El 12 de gener de 1650 va ser nomenat Tresorer de la Corona pel rei Joan Casimir Vasa, càrrec que ocupà fins a 1658 quan va ser ascendit a vice-canceller de la Corona. Era un rival polític de Krzysztof Opaliński, i sovint també oposat a la política del rei Ladislau IV Waza.
Durant la invasió sueca de 1655 ell va optar per negociar amb els suecs i amb l'elector de Prússia. I d'altra banda també va ser durament acusat de desfalc i de suborn, fins al punt que després de la seva mort es va crear una comissió per a recuperar els beneficis il·lícits que havia obtingut.

## Matrimoni i fills
Bogusław es va casar dues vegades, primer el 25 d'abril de 1638 amb la comtessa Anna Dönhoff (1621-1655), filla de Gaspar de Dönhoff (1587-1645) i d'Alexandra Koniecpolska (1590-1651). I després, havent enviudat, es casà el 1658 amb la princesa Joana Caterina Radziwill (1637-1665), filla d'Alexandre Lluís Radziwill (1594-1654) i de Tecla Anna Wollowiczówna (1608-1638). Fruit del primer matrimoni en nasqueren:
- Bugoslau (1640-1691)
- Joan Przeclaw (1643-1688)
- Rafael (1650-1703), casat amb Anna Jablonowska (1660-1727), pares del qui seria rei de Polònia Estanislau I
- Alexandra Cecília, nascuda el 1652.